# Albert Portas
Albert Portas (* 15. listopad 1973, Barcelona, Španělsko) je současný profesionální španělský tenista. Během své kariéry vyhrál 1 turnaj ve dvouhře a jeden ve čtyřhře.

## Finálové účasti na turnajích ATP Tour
| Legenda                             |
| ----------------------------------- |
| D – dvouhra; Č – čtyřhra            |
| Grand Slam (0)                      |
| ATP World Tour Finals (0)           |
| ATP World Tour Masters 1000 (1–0 D) |
| ATP World Tour 500 (0)              |
| ATP World Tour 250 (0–3 D; 1–3 Č)   |

### Dvouhra:4 (1-3)

#### Vítěz
| Č. | Datum           | Turnaj           | Povrch | Soupeř ve finále    | Skóre                |
| 1. | 20. květen 2001 | Hamburk, Německo | Antuka | Juan Carlos Ferrero | 4-6 6-2 0-6 7-65 7-5 |

#### Finalista
| Č. | Datum             | Turnaj                         | Povrch | Soupeř ve finále | Skóre        |
| 1. | 20. duben 1997    | Barcelona, Španělsko           | Antuka | Albert Costa     | 5-7 4-6 4-6  |
| 2. | 15. srpen 1999    | Orange Warsaw Open, San Marino | Antuka | Galo Blanco      | 6-4 4-6 3-6  |
| 3. | 29. červenec 2001 | Orange Warsaw Open, Polsko     | Antuka | Tommy Robredo    | 6-1 5-7 6-72 |

### Vítěz
| Č. | Datum             | Turnaj           | Povrch | Partner          | Soupeři ve finále         | Skóre    |
| 1. | 23. červenec 2000 | Umag, Chorvatsko | Antuka | Álex López Morón | Ivan Ljubičić Lovro Zovko | 6-1 7-62 |

### Finalista
| Č. | Datum             | Turnaj           | Povrch | Partner                | Soupeři ve finále                 | Skóre   |
| 1. | 10. listopad 1996 | Santiago, Chile  | Antuka | Dinu Pescariu          | Gustavo Kuerten Fernando Meligeni | 4-6 2-6 |
| 2. | 21. červenec 2002 | Umag, Chorvatsko | Antuka | Fernando Vicente       | František Čermák Julian Knowle    | 4-6 4-6 |
| 3. | 30. červenec 2006 | Umag, Chorvatsko | Antuka | Guillermo García-López | Jaroslav Levinský David Škoch     | 4-6 4-6 |